# Hanfu
 (juin 2010).
Si vous disposez d'ouvrages ou d'articles de référence ou si vous connaissez des sites web de qualité traitant du thème abordé ici, merci de compléter l'article en donnant les références utiles à sa vérifiabilité et en les liant à la section « Notes et références ».
Le hanfu (chinois simplifié : 汉服 ; chinois traditionnel : 漢服 ; pinyin : hànfú ; litt. « vêtement (des) » Hans, est le vêtement traditionnel porté par les  Hans avant la dynastie Qing. Il est aussi appelé hanzhuang (汉装 / 漢裝, hànzhuāng) ou huafu (华服 / 華服, huáfú). 
Il diffère de la robe qipao (旗袍, qípáo) et de la veste tangzhuang (唐裝, tángzhuāng), habits d’origine mandchoue introduits sous la dynastie Qing, souvent considérés comme les vêtements chinois typiques.

## Histoire

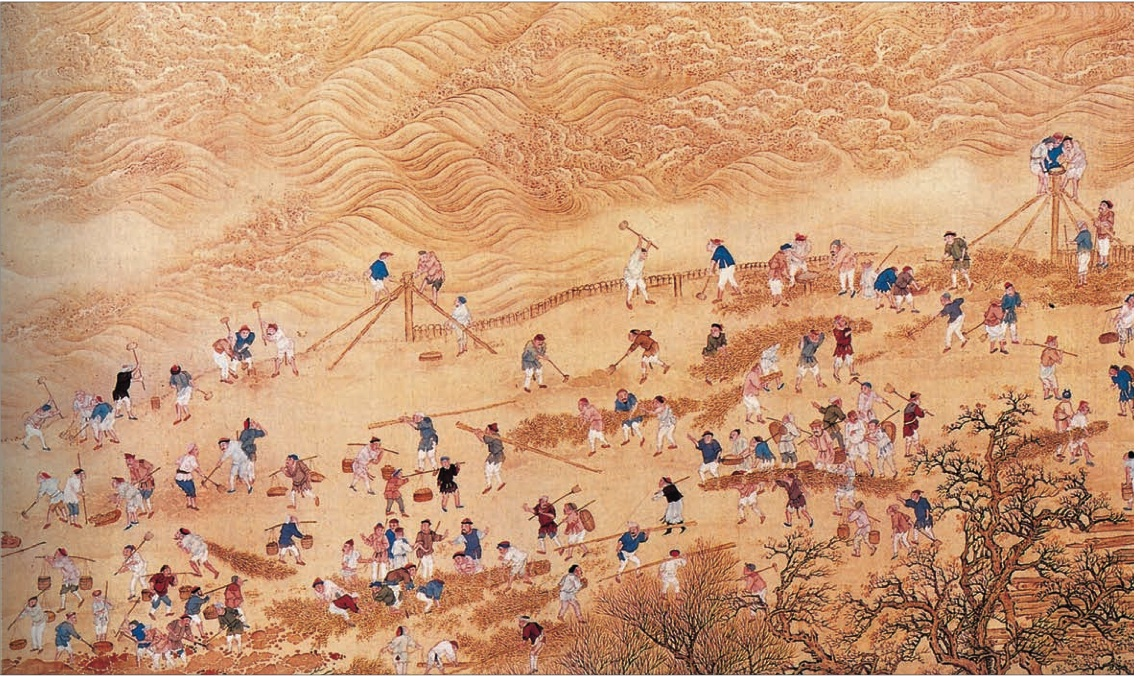
Hanfu et vêtements mandchous (dynastie Qing)

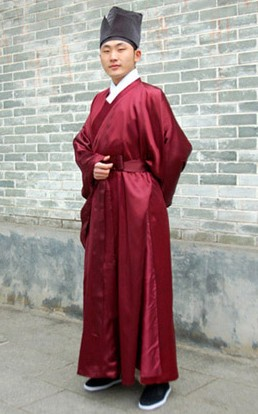
Type de hanfu dit « taoïste ».

Selon la tradition historique chinoise, le légendaire Empereur Jaune ou ses ministres auraient inventé le hanfu, et sa femme, Leizu, l’élevage du ver à soie. En effet, l'histoire du hanfu, surtout dans les élites, est inséparable de celle de la soie. 
Le hanfu antique porté par les hommes des classes supérieures, remontant peut-être à la dynastie Shang, est constitué d'un yi (衣, yī, « vêtement »), tunique resserrée aux poignets allant jusqu'aux genoux et tenue par une large ceinture, ainsi que d'un chang (裳, cháng, « jupe »), étroite jupe allant jusqu'aux chevilles portée avec un bixi (chinois : 蔽膝 ; pinyin : bìxī ; litt. « grenouillère »), pan de tissu atteignant les genoux. On employait sans doute le bleu-noir (qing 青, qīng, « bleu ») et des couleurs primaires vives en raison des techniques de teinture de l'époque. 
Durant la dynastie Zhou, qui met l’accent sur les rites, le hanfu prend des formes précises en rapport avec la fonction les occasions officielles. Sous la dynastie Han, le port du hanfu se généralise. C'est d'ailleurs à cette dynastie que le groupe ethnique Han – et son costume, le hanfu – doivent leur nom, mais c'est à partir de la dynastie Song que le terme hanfu apparaitra plus souvent dans les textes, désignant le costume propre aux Han en tant qu’ethnie. Ainsi, l’empereur Jin Taizong d’origine Jurchen (peuple Toungouse à l'origine des Mandchous) interdira son port et imposera la natte mandchoue en 1126, mais l’ordre ne sera pas toujours appliqué.
Durant les dynasties qui suivent les Han, différentes variantes du hanfu apparaissent, comme la jupe montant jusqu’au-dessus de la poitrine, typique de la mode féminine de la dynastie Tang. Les contacts avec la Chine de pays d'Asie de l'Est et du Sud-Est étendent l’influence du Hanfu, sur la base duquel se développent le kimono japonais, le hanbok coréen, l'áo tứ thân vietnamien.
Sous la dynastie Qing fondée par les Mandchous, le port du hanfu est formellement interdit. La natte est imposée aux hommes Han ainsi que les vêtements mandchous tel que la veste tangzhuang tandis que les femmes doivent porter le qipao. 
Après la révolution de 1912, le hanfu est rétabli un temps comme habit de cérémonie par Yuan Shikai en 1914. L’intellectuel patriote Xia Zhenwu et plus tard l’artiste Zhang Daqian l’adoptent. Cependant, les chefs de file du Tongmenghui sont déterminés à s’inspirer de l’Occident, et c’est le costume à l’occidentale qui va symboliser la Chine moderne. 
Cependant, le hanfu n’a pas complètement disparu au XXIe siècle. Il subsiste comme habit religieux taoïste ou bouddhiste. Au début du XXIe siècle est né en Chine populaire chez les moins de 50 ans un mouvement de résurgence du hanfu lié à une recherche d’identité culturelle et parfois une pointe de nationalisme ou de chauvinisme Han. Rares sont ceux qui en ont fait leur costume de tous les jours, la majorité des adhérents le portent à l’occasion des fêtes traditionnelles, des commémorations historiques, ou d’une cérémonie de la majorité (成人禮, chéngrénlǐ), autre tradition ancienne qu’ils souhaitent ressusciter .

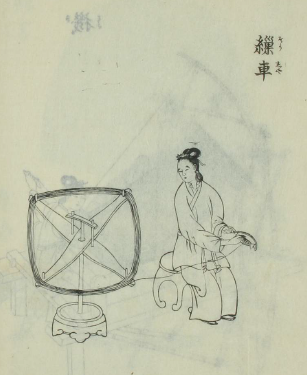
Han femme (dynastie Qing)
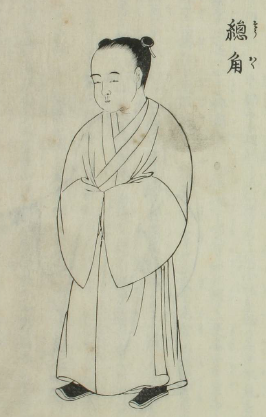
Une dame Han chinoise (dynastie Qing)
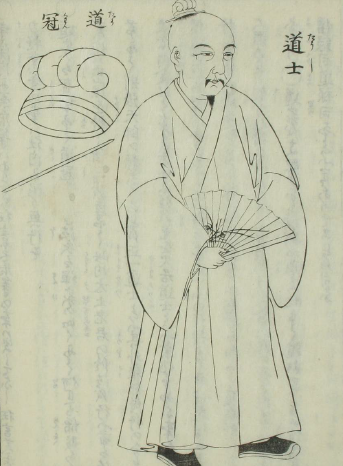
Un taoïste. (dynastie Qing)

## Caractéristiques principales
Les caractéristiques principales du Hanfu sont le col croisé (交領, jiāolǐng) et le rabat du tissu côté droit (右衽, yòurèn). Il comporte souvent une ceinture à la taille. Ces caractéristiques le rendent différent des costumes traditionnels des autres ethnies. 
Généralement, le Hanfu se divise en deux grandes catégories : la version grand public, que l'on porte tous les jours pendant le travail et la vie quotidienne, et celle que l'on porte pour des occasions plus spéciales. Il y a plusieurs sortes de Hanfu de cérémonie : le Shenyi (深衣) comportant le Zhiju (直裾) et le Quju (曲裾), le Ruqun (襦裙), le Duanda (短打), le Paoshan (袍衫), le Aoqun (襖裙), etc.

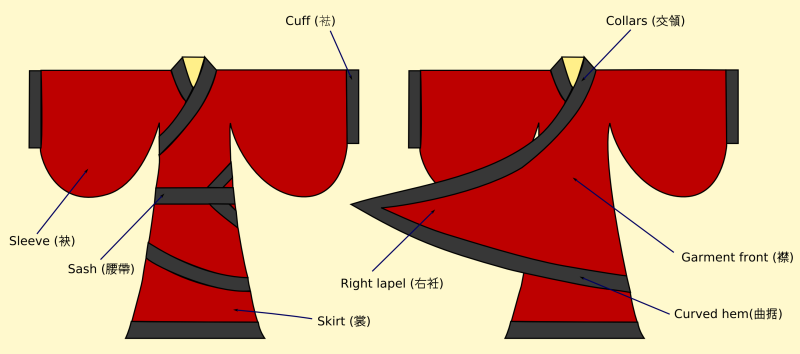
Exemple de hanfu

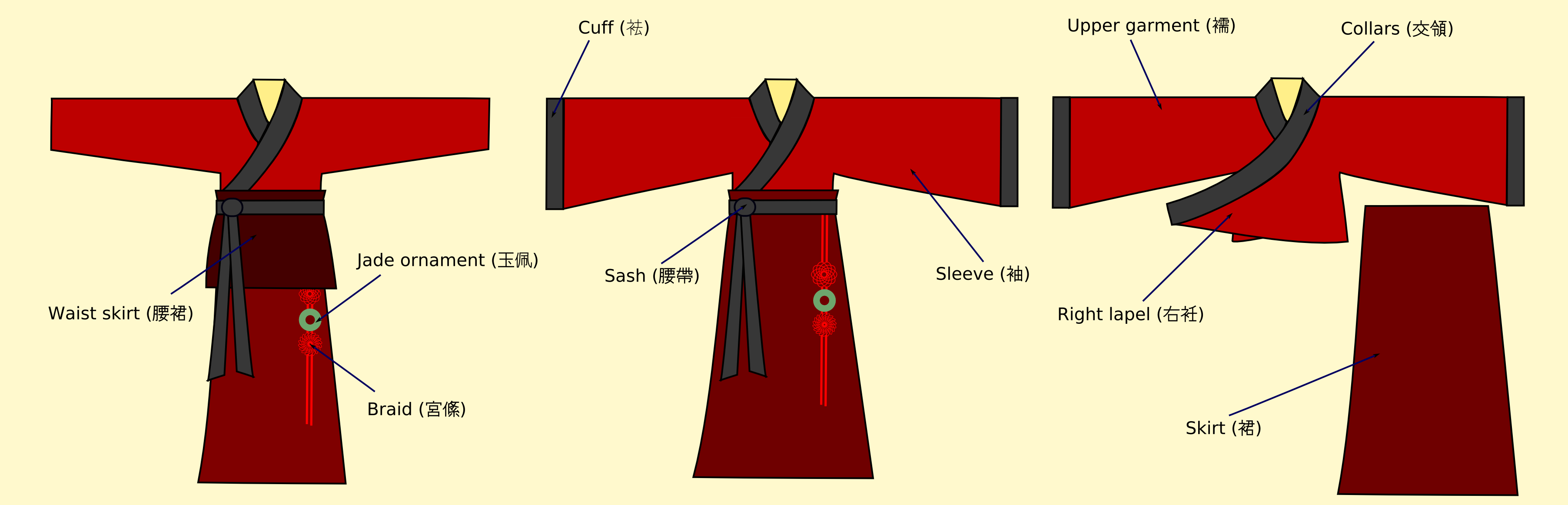
Exemple de hanfu féminin

Parmi ces catégories, le Mianfu (冕服) est la tenue la plus solennelle portée par l’empereur et ses principaux ministres. Le Shenyi est une tenue de tous les jours pour les fonctionnaires locaux et les intellectuels, et peut aussi être porté par les travailleurs ordinaires. Le Ruqun est réservé aux femmes. Les travailleurs agricoles et industriels, ainsi que les soldats, portent presque exclusivement le Duanda durant le travail.
Les Hans traditionnels roulent leurs longs cheveux en chignon. La façon la plus simple de les fixer est avec un Zan (簪). Les hommes portent aussi des Guan (冠) et des Jin (巾), de types très variés. Les femmes peuvent avoir des coiffures de plusieurs formes au lieu du seul chignon pour les hommes, décorées par exemple de diverses sortes d'épingles en métal et de pierres précieuses. Les Hans affectionnent également les ornements en jade. 
Par contre, à cause du changement de la dynastie Ming à la dynastie Qing et avec la prise du pouvoir par le peuple Mandchou (滿) qui vit au nord de la Chine, le Hanfu (漢服) est remplacé par le costume traditionnel du peuple Man, comme le Qipao (旗袍). Ainsi, le monde d'aujourd'hui connaît peu de choses sur le vrai costume traditionnel du peuple Han, qui représente pourtant la majorité de la population chinoise.

## Galerie

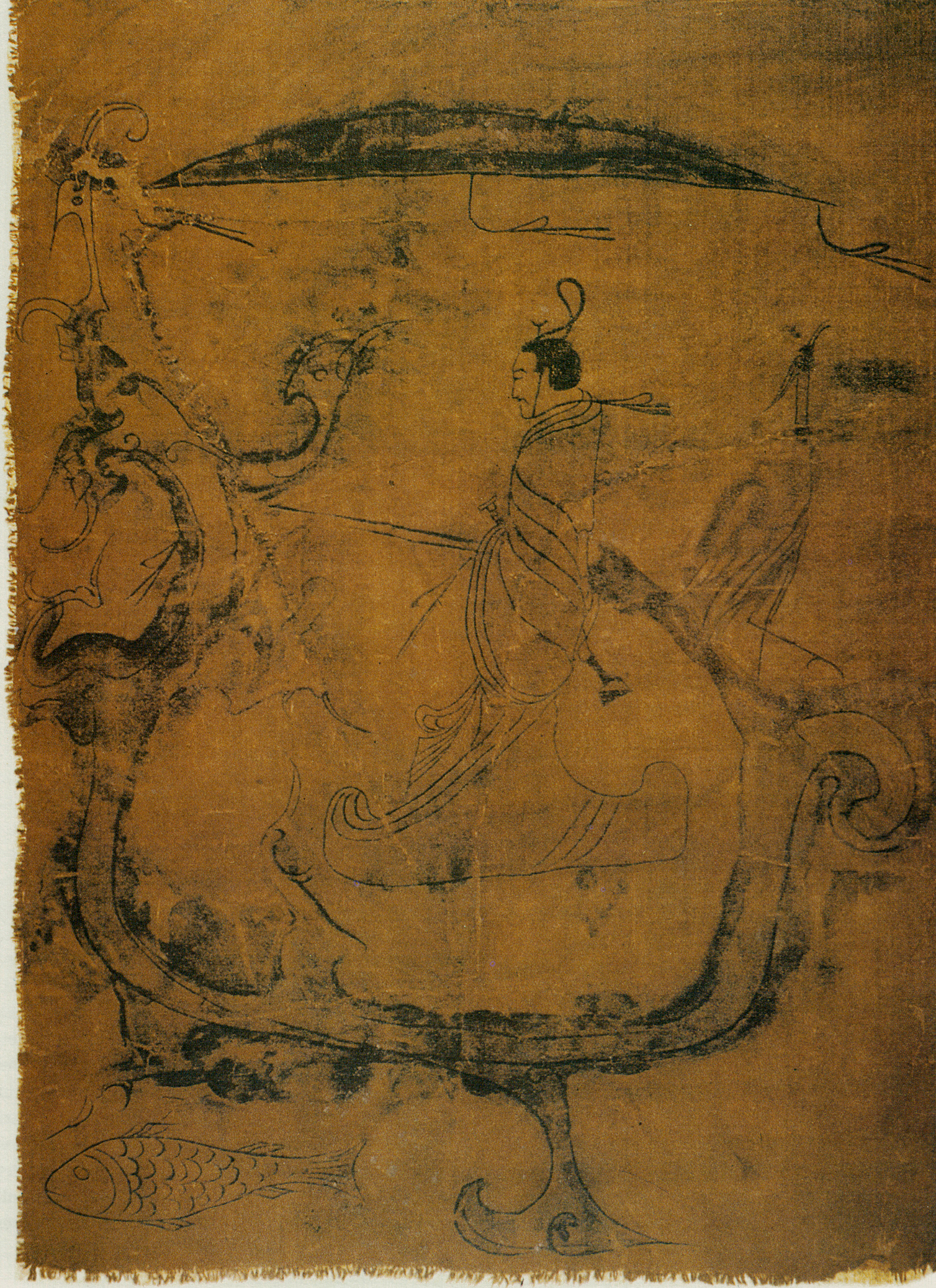
Homme (un magicien de rang impérial), la période des Royaumes combattants (Ve siècle av. J.-C. - 221 av. J.-C.)
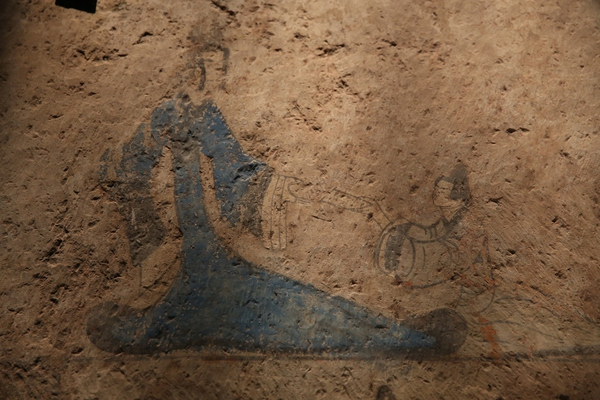
Une figure féminine en robe de Hanfu, dynastie Han (206 av. J.-C. - 220 ap. J.-C.)
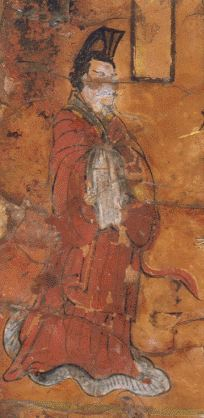
Homme de la dynastie Wei du Nord (386–535)
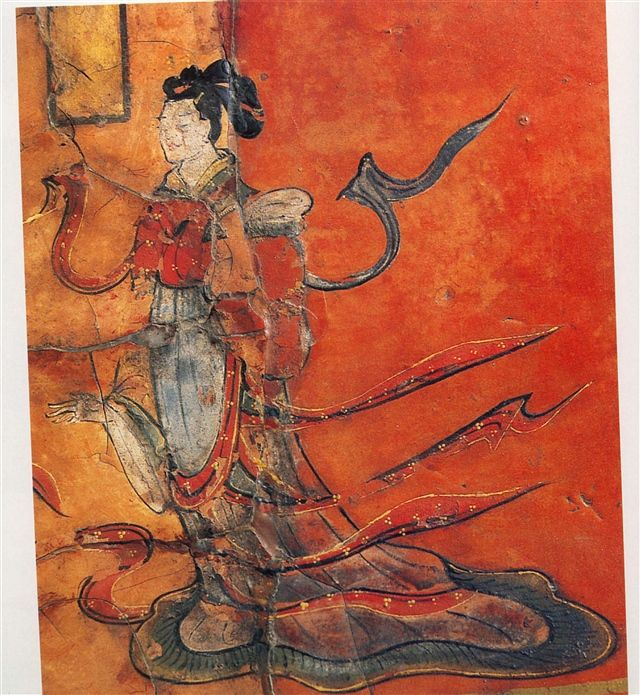
Femme de la dynastie Wei du Nord (386–535)
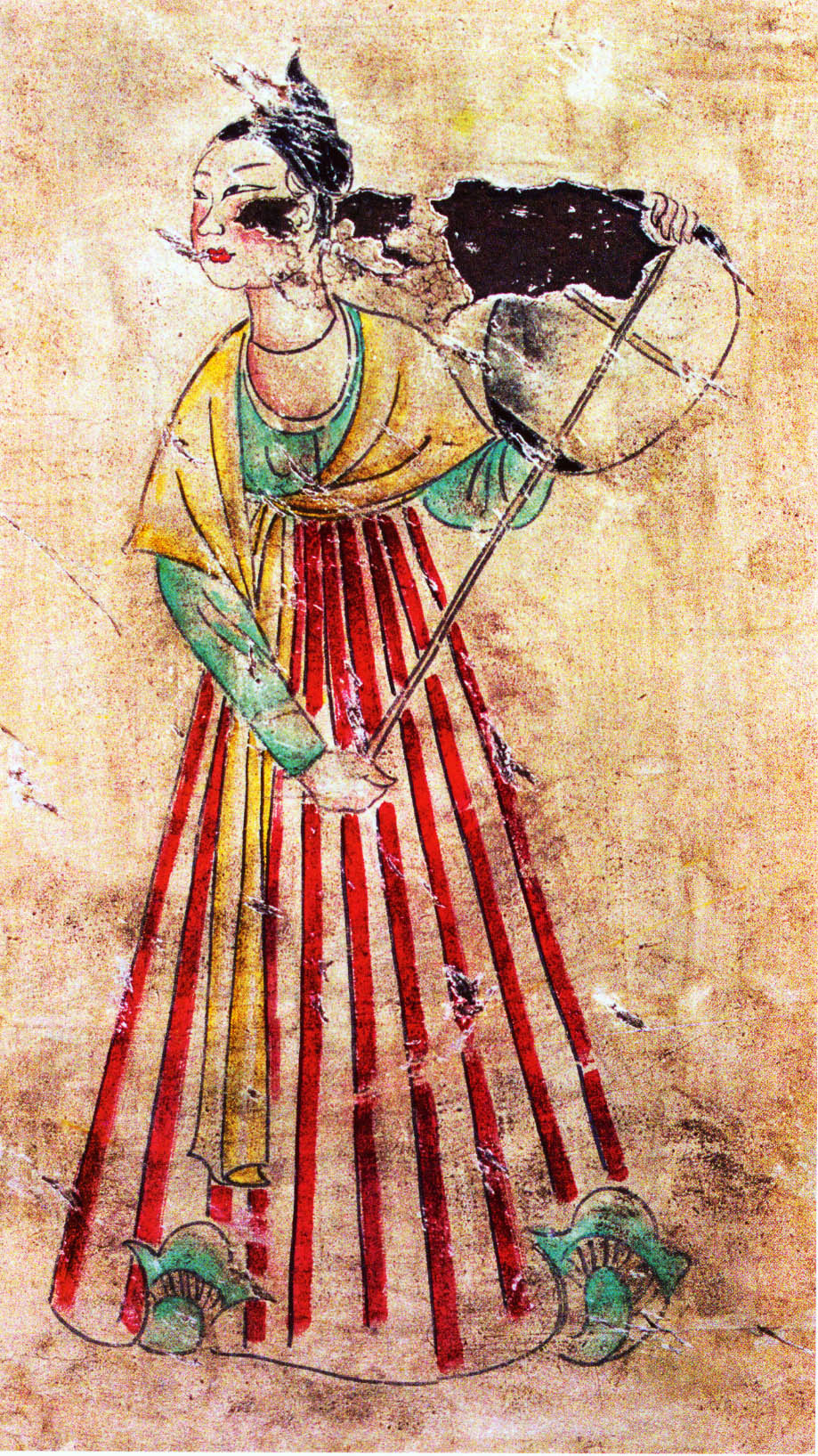
Fresque d'une jeune fille du début de la dynastie T'ang, VIIe siècle
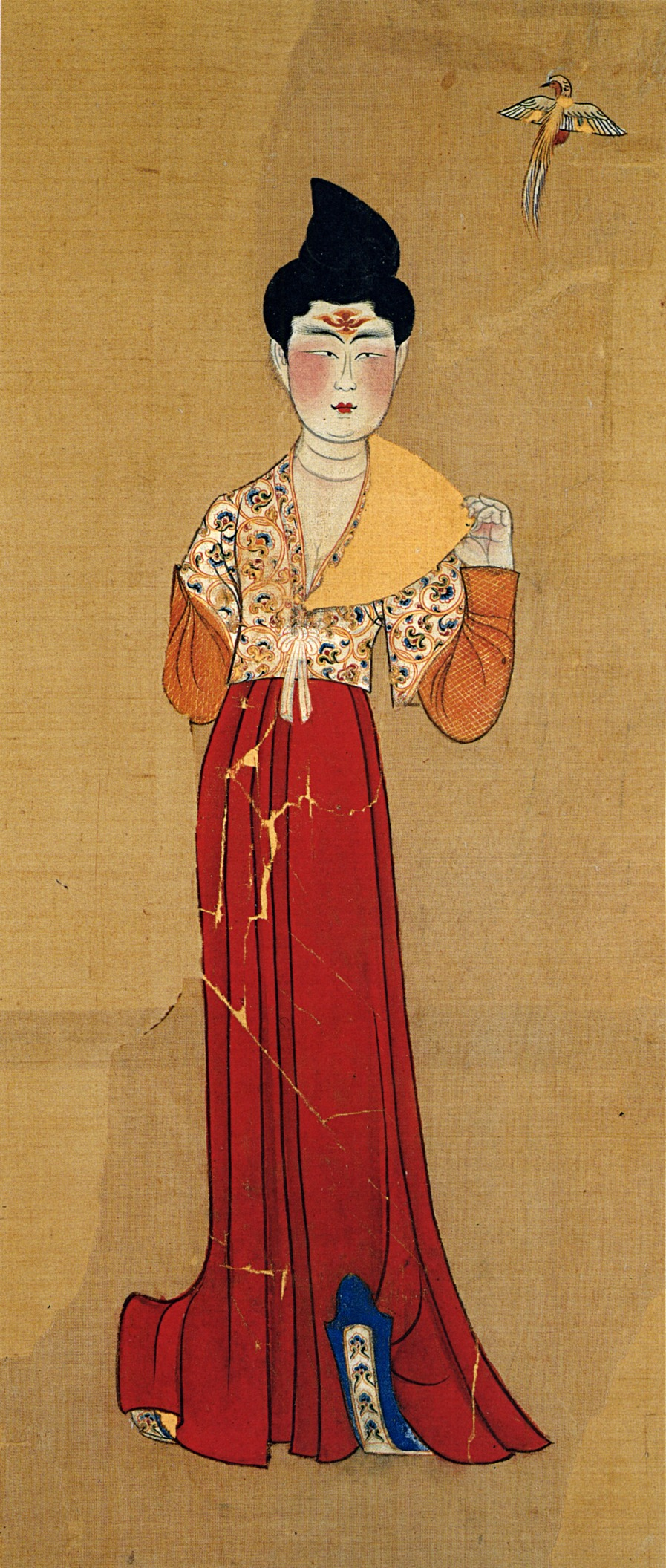
Femme de la période haute de la dynastie T'ang, VIIIe siècle
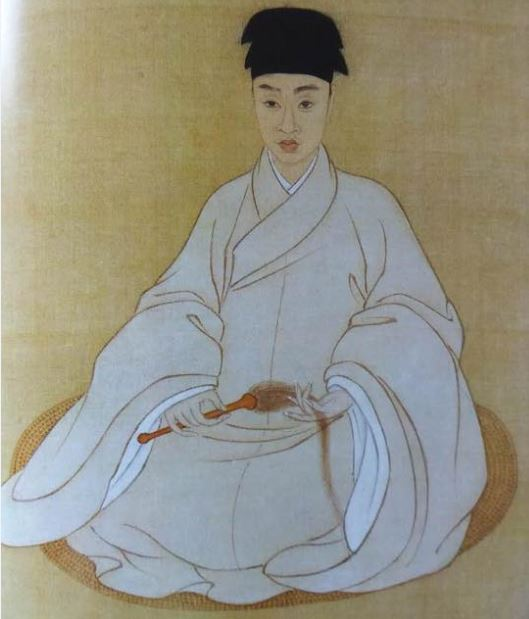
Type de Hanfu porté sous les Ming (1368-1644)
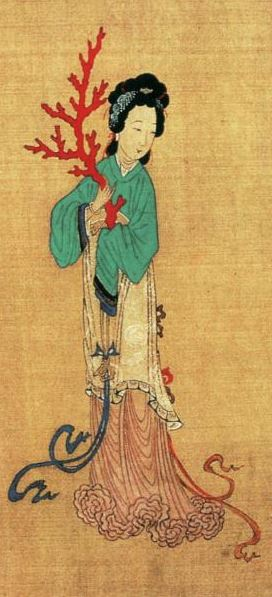
Une dame d'une peinture de la dynastie Ming (1368-1644)